# Deens-Zweedse boerderijhond

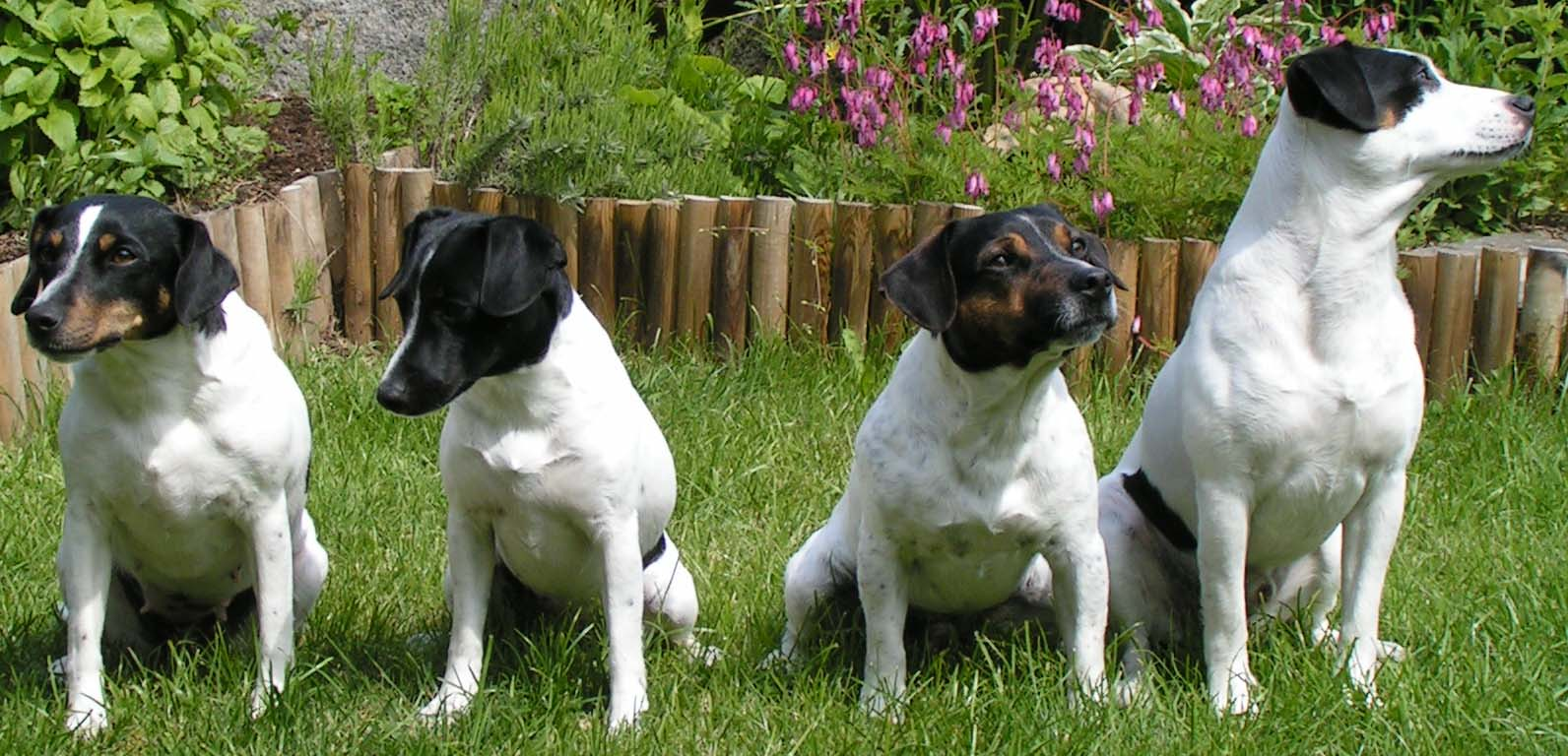
4 Deens-zweedse boerderijhonden

De Deens-Zweedse boerderijhond is een hondenras afkomstig uit Denemarken en Zweden, maar is populair geworden in heel Scandinavië. Het is een tamelijk oud ras dat historisch leefde op boerderijen in het noorden van Denemarken en het zuiden van Zweden, waar hij dienst deed als beschermer van de boerderijdieren, maar ook diende als gezelschapshond, rattenvanger en jachthond.
De Deens-Zweedse boerderijhond heeft een zacht en vriendelijk karakter, maar toch de kracht om zijn familie te beschermen. De rasstandaard zegt dat deze hond een schouderhoogte tussen de 32 en 37 cm (± 2 cm) zou moeten hebben met een compacte lichaamsbouw. De schouderhoogte en lengte zouden zich als 9 tot 10 moeten verhouden. Het hoofd is eerder smal en driehoekig van vorm. De vacht is hard, kort en glad van textuur, met wit als dominante kleur, met enkele stukken van een andere kleurencombinatie, en vergt geen bijzonder onderhoud. De staart kan lang, half geknipt of geknipt zijn.
Affenpinscher ·
Aidi ·
Anatolische herder ·
Appenzeller sennenhond ·
Argentijnse dog ·
Berner sennenhond ·
Bordeauxdog ·
Boxer ·
Broholmer ·
Bullmastiff ·
Ca de Bou ·
Cane corso ·
Cão da Serra da Estrela ·
Cão de Castro Laboreiro ·
Centraal-Aziatische owcharka ·
Cimarrón Uruguayo ·
Ciobanesc Romanesc de Bucovina ·
Deens-Zweedse boerderijhond ·
Dobermann ·
Dogo Canario ·
Duitse dog ·
Duitse pinscher ·
Dwergpinscher ·
Dwergschnauzer ·
Engelse buldog ·
Entlebucher sennenhond ·
Fila brasileiro ·
Grote Zwitserse sennenhond ·
Hollandse smoushond ·
Hovawart ·
Kaukasische owcharka ·
Kraški ovčar ·
Landseer ECT ·
Leonberger ·
Mastiff ·
Mastín del Pirineo ·
Mastín español ·
Mastino napoletano ·
Middenslagschnauzer ·
Newfoundlander ·
Oostenrijkse pinscher ·
Pyrenese berghond ·
Rafeiro do Alentejo ·
Riesenschnauzer ·
Rottweiler ·
Šarplaninac ·
Shar-pei ·
Sint-bernard ·
Tibetaanse mastiff ·
Tornjak ·
Tosa ·
Zwarte Russische terriër